# Hrant Maloyan

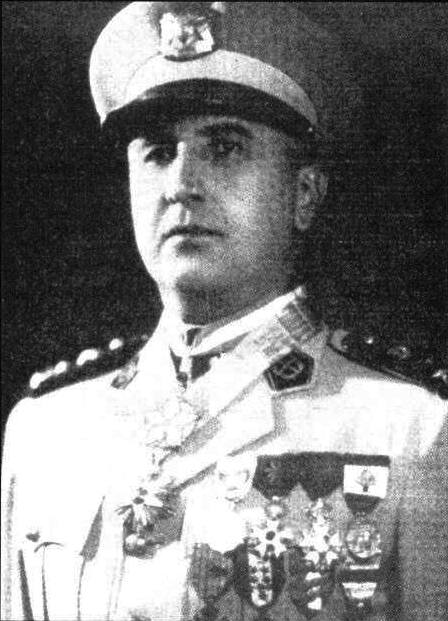
Hrant Maloyan als Kämpfer der syrischen Armee

Hrant Bey Maloyan (armenisch Հրանդ Պէյ Մալոյեան; * 29. November 1896 in Istanbul; † 1978 in Kalifornien), bekannt als Hrant Bek, war ein armenischer General der syrischen Armee sowie Oberbefehlshaber der inneren Sicherheitskräfte in Syrien. Er wurde mit zahlreichen Medaillen der Syrischen Republik, dem Libanon und Ägyptens ausgezeichnet.

## Leben
Hrant Maloyan wurde in eine armenisch-katholische Familie hineingeboren. Von 1905 bis 1907 ging er bei den Mechitaristen in San Lazzaro nahe Venedig zur Schule. Danach ging er zur Bildungseinrichtung der Maristen und schloss sie 1912 ab. Nachdem er ein Jahr eine türkische Schule besuchte, studierte er von 1913 bis 1914 Jura am Istanbuler College für Rechtswissenschaften. Später besuchte er die osmanische Militärakademie (Harbiye, heute Kara Harp Okulu) und graduierte dort 1916.
Während des Ersten Weltkrieges diente Hrant Maloyan in der osmanischen Armee und wurde nach Sues entsandt, jedoch nahmen ihn britische Truppen gefangen. Nach seiner Freilassung ging Maloyan 1918 nach Damaskus und beteiligte sich an der Gründung des Königreichs Syrien unter König Faisal I. 1920 trat er der französischen Armee bei und diente in der Armenischen Legion.
Maloyan sprach fünf Sprachen fließend und wurde daher als Übersetzer eingesetzt, später auch als Befehlshaber der Gendarmerie. Dabei war er im Zuge der Besetzung von Kilikien an den Schlachten um Marasch und Amanos beteiligt. Aufgrund seiner Teilerfolge wurde Maloyan 1922 zum beauftragten Offizier befördert.
1945 ernannte ihn der syrische Präsident Schukri al-Quwatli zum Generalkommandanten der Inneren Sicherheitskräfte in Syrien. Maloyan diente in dieser Position bis 1949. Seine Ernennung wurde von der syrischen Presse als Beweis dafür herangezogen, wie sehr die syrische Gesellschaft ihre vielfältige Bevölkerung integrierte. Es wird angenommen, dass dies die höchste Position ist, die ein Armenier in Syrien je innehatte.
Maloyan wurde dafür geehrt, dass er die syrische Polizei modernisierte und die Disziplin der Einsatzgruppen im Land verbesserte: Die Zahl der Polizisten verdoppelte sich bis zum Ende seiner Amtszeit auf 9.751 Personen. 1946 ließ Maloyan den alawitischen Separatisten und Aufstandsanführer Sulaimān Murschid festnehmen, der nach einem Gerichtsprozess im November 1946 hingerichtet wurde.
Während des Palästinakrieges gegen Israel 1948 verkündete Maloyan das Kriegsrecht und erließ Ausgangssperren. Damit sollten die Störung der öffentlichen Ordnung sowie größere Unruhen verhindert werden. Nachdem er sich im August 1949 zurückgezogen hatte, arbeitete er für British Airways in Damaskus. Später wanderte er in die Vereinigten Staaten aus und blieb dort bis zu seinem Lebensende. Seine Beerdigung fand in Anwesenheit von Veteranen, Soldaten, Politikern, Offizieren und einer großen Anhängerschaft statt.